# Halálos kitérő 4.: Véres kezdetek
Halálos kitérő 4.: Véres kezdetek (Wrong Turn 4: Bloody Beginnings) 2011-ben bemutatott amerikai horrorfilm, a Halálos kitérő filmsorozat negyedik része. Eseményei a legelső rész előtt játszódnak.
DVD-n és Blu-Rayen, 2011. október 25-én adták ki.

## Cselekmény
A történet Nyugat-Virginiában kezdődik 1974-ben. A Glensville szanatóriumban Dr. Brendan Ryan (Arne MacPherson) az egyik helyi pszichiátert, Dr. Ann McQuaidet (Kristen Harris) körbevezeti a kórházban. Megmutat neki három eltorzult beteget, Háromujjút, Egyszeműt és Fűrészfogút, akik megbánás nélkül képesek kárt okozni. Amikor Dr. Ryan és Dr. McQuaid továbbmennek, az egyik mentális beteg megragadja a nő haját, és kiveszi belőle a tűt, amit nem vesz észre. A beteg odaadja a hajtűt Fűrészfogúnak. A három eltorzult beteg használja a hajtűt és kinyitja a cellaajtó zárát. Kiengedik a többi beteget, és együtt megölik az ápolókat és az orvosokat, beleértve McQuaidet és Ryant is.
A jelenben kilenc Weston egyetemi hallgató, Kenia (Jennifer Pudavick), Jenna (Terra Vnesa), Vincent (Sean Skene), Bridget (Kaitlyn Leeb), Sara (Tenika Davis), Claire (Samantha Kendrick), Kyle (Victor Zinck , Jr.), Daniel (Dean Armstrong) és Lauren (Ali Tataryn) úton vannak a hegyekbe, Porter faházába. Azonban eltévednek a hóviharban, és kénytelenek a Glensville szanatóriumban meghúzódni, ahol az életben maradt kannibálok (Fűrészfogú, Háromujjú és Félszemű) vannak. A tizenéveseknek sikerül menedéket találni, és úgy döntenek, hogy megvárják a vihart. Lauren emlékszik, hogy a kannibálok mit tettek a szanatóriumban a bátyával, de a többiek nem hisznek neki. Miután a csapat nyugovóra tér, Vincent nem tud aludni, ezért körül néz a szanatóriumban. Ahogy megtalálja Porter holttestét, Fűrészfogú megöli őt, mielőtt figyelmeztetné a többieket. A következő napon a vihar továbbra is fenn áll, és a többiek észreveszik, hogy Vincent hiányzik, majd elkezdik keresni. Miközben keresik őt, Jenna látja, hogy a kannibálok felkoncolják Porter testét, ő visszafut, hogy figyelmeztesse a többieket. Ahogy megtalálják Porter levágott fejét, Claire torkát körbefogják szögesdróttal, és felhúzzák a kannibálok a közeli erkélyről. Kyle megpróbálja őt megmenteni, de a drót annyira feszes, hogy Claire-t lefejezi. A csapat próbál elmenekülni, csak hogy a kannibálok már kivették a gyújtógyertyákat a szánokból. Lauren síléccel lecsúszik a helyről segítségért, míg a többiek eltorlaszolják magukat az orvosi rendelőben.
Később Sara, Daniel és Kyle lemegy a pincébe, hogy fegyvereket találjanak. Ahogy felfedeznek egy egész fegyverraktárat késekkel és egyéb eszközökkel, visszatérnek a többiekhez, de a kannibálok útközben elfogják Danielt. A csapat többi tagja hallja a sikolyokat, és odafutnak, hogy megmentsék, de túl későn érkeznek. Kyle látja, hogy a kannibálok eszik Daniel testét. A tizenévesek üldözőbe veszik a kannibálokat, és végül sikerül csapdába ejteniük őket egy cellában. Meg akarják ölni őket, de Kenia azt mondja, hogy ne tegyék, mert olyanok lennének, mint ők, így inkább egyelőre csak bezárva tartják. A lányok elhagyják a helyet, hogy megtalálják a gyújtógyertyákat, míg Kyle őrzi a kannibálokat. Amikor Kyle elalszik, a kannibálok felhasználják Dr. McQuid hajtűjét, és kinyitják a cellaajtót, utána megtámadják a fiút. A lányok feladják a gyújtógyertyák keresését, és visszamennek az orvosi rendelőbe. Az éjszaka folyamán, véletlenül szétszúrják Kyle-t, akire azt hitték, hogy egy kannibál. Észreveszik, hogy az épületbe vannak zárva. Sara kinyit egy ablakot, és alagutat ásnak a hóban. A lányok elmenekülnek, de Jenna meghal, mielőtt ő is kijutna, hiszen egy hatalmas fúróval átfúrja a testét az egyik kannibál. Kenia, Sara és Bridget megpróbálnak elmenekülni, de a kannibálok üldözik őket a szánokkal. A lányok szétválnak egymástól, majd a kannibálok megtámadják és megölik Bridgetet. Ahogy a nap felkel, Lauren már halálra fagyott a viharban. Kenia keresi az utat a menekülésre, de felbukkan Félszemű a szánnal. Sara felbukkan és megmenti Keniát Félszeműtől, aki motoros szánnal próbálta megölni. Ahogy felülnek a motorosszánra, a lányok elhajtanak, de véletlenül belefutnak egy feszes szögesdrótba, amely lefejezi őket. Háromujjú megérkezik a vontatóval és felteszi a fejüket, ezután elindul a többi kannibálhoz.
|  | Itt a vége a cselekmény részletezésének! |

## Szereplők
| Színész           | Szerep       | Magyar hang     |
| ----------------- | ------------ | --------------- |
| Terra Vnesa       | Jenna        | Csifó Dorina    |
| Ali Tataryn       | Lauren       | Tamási Nikolett |
| Jennifer Pudavick | Kenia Perrin | Csuha Borbála   |
| Tenika Davis      | Sara         | Bartsch Kata    |
| Kaitlyn Leeb      | Bridget      | Kis-Kovács Luca |
| Samantha Kendrick | Claire       | Gáspár Kata     |
| Victor Zinck Jr.  | Kyle         | Gacsal Ádám     |
| Dean Armstrong    | Daniel       | Hamvas Dániel   |
| Ali Tataryn       | Vincent      | Fehér Tibor     |
| Sean Skene        | Háromujjú    |                 |
| Dan Skenen        | Egyszemű     |                 |
| Scott Johnson     | Fűrészfogú   |                 |